# Jördenstorf
Jördenstorf est une municipalité allemande du land de Mecklembourg-Poméranie-Occidentale et l'arrondissement de Rostock.

## Personnalités liées à la ville
- Ernesto Steinmann (1866-1934), historien né à Jördenstorf.